# رام‌یشت
رام یشت پانزدهمین یشت کتاب اوستا می‌باشد و یازده کرده و ۵۷ بند دارد. این یشت اگرچه به‌نام ایزد رام مسما شده اما عمدتاً در توصیف وای ایزد است. رام فرشته آرامش و شادی روی زمین است و وای ایزد آشوب و طوفان که لقب دیرنده خدا نیز دارد.

## نمونه‌ای از رام یشت

### کرده دهم بندهای سی‌وهشت تا چهل
من آب و بغ را می‌ستایم.
من آشتی ِپیروز و پاداش - هر یک از این دو - را می‌ستایم.
ما این اندروای را می‌ستاییم.
ما این اَندَروای را به یاری می‌خوانیم برای این خانه، برای خانه خدای ِاین خانه و برای رادمردی که زَور نیاز کند.
ستور و گفتار، تا دشمن را یکباره شکست دهیم.
ما بهترین ایزد را می‌ستاییم.
دوشیزگان ِشوی ناگزیده، بر تخت زرین، بر بالش زرین، بر فرش زرین، در برابر بَرسَم ِگسترده، با دستان ِسرشار او را بستودند...
و از وی خواستار شدند:
ای اَندَروای ِزبردست!
ما را این کامیابی ارزانی دار که شوهرانی بُرزمَند و جوان بیابیم که در همه روزگار ِزندگی با ما خوش رفتار باشند و فرزندانی دانا و هوشیار و خوش سخن از ما پدید آیند.
اَندَروای ِزبردست، این کامیابی را بدانان ارزانی داشت و آن دوشیزگان کامروا شدند.
اَندَروای ِاَشَوَن را می‌ستاییم. اَندَروای ِزبردست را می‌ستاییم.
ای اَندَروای!
آن‌چه از تو را که از آن ِسپَندمینوست می‌ستاییم.
اندروای ِنیرومند ِزبردست را برای فر و فروغش با نماز[ی به بانگ ِ] بلند و با زَور می‌ستایم.
اندروای زَبردست را با هوم ِآمیخته به شیر، با بَرسُم، با زبان ِخرد، و «منثره»، با اندیشه و گفتار و کردار [نیک]، با زَور و با سخن ِرسا می‌ستاییم.
یَنگههِ هاتَم...

## منبع
- پایگاه راسخون هفت آسمان:فصلنامه ادیان و مذاهب.شماره ۴۰[پیوند مرده] (فارسی).بازدید در ۱۹ ژوئن ۲۰۱۱
- پایگاه پژوهشی آریابوم رام یشت.(فارسی).بازدید در ۱۹ ژوئن ۲۰۱۱